# Municipio de Santiago Miahuatlán
El municipio de Santiago Miahuatlán es uno de los 217 municipios que conforman al estado mexicano de Puebla. Proviene del náhuatl que se deriva de "miahuatl", espiga de maíz, "tlan", entre o junto y hacen el significado: "entre las espigas de las cañas de maíz". Su cabecera es la localidad de Santiago Miahuatlán. El municipio es parte de la zona metropolitana de Tehuacán.

## Geografía
El municipio tiene una extensión territorial de 94.29 kilómetros cuadrados y una altitud que va de 1 680 a 2 800 metros sobre el nivel del mar. Sus coordenadas geográficas extremas son 18°29′ - 18°36′ de latitud norte y 97°20′ - 97°30′ de longitud oeste; se encuentra localizado en el Valle de Tehuacán al sureste de la entidad.
Colinda al norte con el municipio de Chapulco, al noreste con el municipio de Nicolás Bravo, al este, sur y suroeste con el municipio de Tehuacán y al noroeste con el municipio de Tepanco de López. 

## Demografía
De acuerdo a los resultados del Censo de Población y Vivienda de 2010 realizado por el Instituto Nacional de Estadística y Geografía, la población total del municipio de Santiago Miahuatlán asciende a 21 993 personas; de las que 10 595 son hombres y 11 398 son mujeres.

### Localidades
El municipio incluye en su territorio un total de 17 localidades. Las principales, considerando su población del censo de 2010 son:
| Localidad                | Población |
| Total Municipio          | 21 993    |
| Santiago Miahuatlán      | 13 909    |
| San Isidro Vista Hermosa | 3 171     |
| San José Monte Chiquito  | 2 103     |
| Villa Alegría            | 859       |
| Benito Juárez            | 639       |

## Política

### Representación legislativa
Para la elección de diputados locales al Congreso de Puebla y de diputados federales a la Cámara de Diputados federal, el municipio de Santiago Miahuatlán se encuentra integrado en los siguientes distritos electorales:
Local:
- Distrito electoral local de 25 de Puebla con cabecera en Tehuacán.[6]

Federal:
- Distrito electoral federal 15 de Puebla con cabecera en Tehuacán.[7]